# Cuore
Il cuore è un organo muscolare presente negli umani e in altri animali che pompa il sangue attraverso i vasi sanguigni del sistema circolatorio. Il sangue fornisce al corpo ossigeno e nutrienti e aiuta a eliminare le scorie metaboliche. Negli esseri umani, il cuore si trova nella cavità toracica, in uno spazio chiamato mediastino, fra i due polmoni, dietro lo sterno e le cartilagini costali, davanti alla colonna vertebrale e appoggiato sul diaframma, che lo separa dai visceri sottostanti.
Il cuore umano è diviso in quattro cavità. Nella parte superiore ci sono gli atri destro e sinistro e, nella parte inferiore, i ventricoli destro e sinistro. È comune designare l'insieme dell'atrio e del ventricolo destro come "cuore destro" e l'equivalente posizionato sul lato sinistro per "cuore sinistro". In un cuore sano, le valvole cardiache fanno fluire il sangue all'interno del cuore in una direzione, prevenendo il reflusso. Il cuore è circondato dal pericardio, una membrana protettiva a forma di sacca che contiene una piccola quantità di liquido. La parete del cuore è composta da tre strati: l'epicardio, il miocardio e l'endocardio. Anche i cuori di altri mammiferi e uccelli hanno quattro camere. I cuori dei pesci hanno solo due camere, un padiglione auricolare e un ventricolo, mentre quello dei rettili ha tre cavità.
Il cuore pompa il sangue alla velocità determinata da un gruppo di cellule pacemaker situate nel nodo senoatriale. Queste cellule producono una corrente elettrica che attraversa il nodo atrioventricolare e il sistema di conduzione elettrica del cuore, facendoli contrarre a un ritmo regolare. A riposo, il cuore batte a un ritmo di circa 72 battiti al minuto. L'esercizio fisico aumenta temporaneamente la frequenza cardiaca, anche se a lungo termine aiuta a diminuire la frequenza a riposo ed è benefico per la salute del cuore.
Il cuore riceve sangue povero di ossigeno dalla circolazione sistemica, che entra nell'atrio destro attraverso la vena cava superiore e la inferiore e da lì passa al ventricolo destro. Dal ventricolo destro, il sangue viene pompato nella circolazione polmonare, dove rilascia anidride carbonica e riceve ossigeno. Il sangue ossigenato ritorna quindi nell'atrio sinistro e poi passa al ventricolo sinistro, dove viene pompato nell'arteria aortica, rientrando nella circolazione sistemica.

## Etimologia
Il nome «cuore» deriva dalla radice indoeuropea *krd (con «r» sonante indoeuropea: in latino corrisponde a or/ur, in greco ad αρ/ρα), che ha lasciato esiti diversi, ma affini, nelle lingue appartenenti al ceppo linguistico indoeuropeo: il greco antico «καρδία, -ας», il latino «cor, cordis», l'inglese «heart», il tedesco «herz», il francese «cœur», lo spagnolo «corazón» e il portoghese «coração» sono tutti riconducibili a questa radice comune.

## Nella storia e nella cultura umana
(Blaise Pascal, Pensieri, s. 146)
Per gli antichi Egizi, e nelle dottrine esoteriche in generale, il cuore oltre a essere preposto al sentimento, è anche l'organo dell'intelligenza e della conoscenza.
Nella Grecia classica, e in particolare per il filosofo e scienziato Aristotele, il cuore era ritenuto sede della memoria. Il verbo ricordare deriva infatti dal verbo latino recordari e questo dal sostantivo cŏr (genitivo cŏrdis), cuore (come sede della memoria) col suffisso re- di movimento all'incontrario: quindi, propriamente, rimettere nel cuore (= nella memoria). Ancora oggi l'espressione "a memoria" si traduce par coeur in francese, by heart in inglese e de cor in portoghese ("coeur", "heart" e "cor" significano "cuore").
Particolarmente cruento era il sacrificio del cuore nel mondo azteco. Gli Aztechi prendevano un cuore, estratto ancora palpitante dalle vittime sacrificali umane, e lo offrivano agli Dei.
Nella filosofia scolastica medievale si produsse un acceso dibattito riguardo alla sede delle facoltà animiche, pensate come veri e propri spiriti mediatori tra il corpo e la mente, che per Aristotele era appunto il cuore, mentre Galeno le collocava nel cervello.
Secondo la dottrina induista dei sette chakra, a livello del cuore si trova quello preposto all'amore, all'allegria, e alla capacità di provare compassione, le cui disfunzioni si repercuotono anche sul piano fisico.

## Embriologia
Origina dal mesoderma e può originare da un abbozzo ventrale, come negli anfibi, nella parte rostrale del celoma, oppure da due abbozzi pari, come nei mammiferi, che poi si uniscono medialmente. In entrambi i casi il primo abbozzo cardiaco è compreso nel mesentere ventrale, che in seguito si dividerà in mesocardio dorsale e ventrale; successivamente entrambi spariranno per far spazio al tubo cardiaco che permane nella cavità pericardica, separatasi dalla cavità addominale per lo sviluppo di un setto trasverso.
In questa fase il cuore, che si trova lungo il decorso del vaso sanguifero mediano nella regione subfaringea, non ha ancora né valvole né altre suddivisioni: è rappresentato da un tubo con due pareti, una muscolare più esterna, miocardio, e un'endoteliale più interna, endocardio.

## Anatomia
Nei vertebrati l'apparato circolatorio presenta una complessità crescente dai pesci ai mammiferi, le modifiche che ha subito nel corso dell'evoluzione sono in relazione allo sviluppo di un apparato respiratorio sempre più efficiente.
Nei pesci il cuore è costituito da un solo atrio, che raccoglie il sangue povero di ossigeno proveniente da tutto il corpo, e un solo ventricolo, che raccoglie il sangue proveniente dall'atrio: esistono però un seno venoso nel punto di arrivo delle vene e un bulbo arterioso all'inizio delle arterie, quindi le camere sono in realtà quattro.
La circolazione in questi animali è definita semplice perché il sangue compie un intero ciclo passando una sola volta per il cuore, da dove raggiunge le branchie per essere ossigenato così da arrivare ai tessuti trasportato dalle arterie. Dopo aver ceduto alle cellule l'ossigeno e aver prelevato il diossido di carbonio e i prodotti di rifiuto, il sangue torna verso l'atrio per mezzo delle vene. A questo punto torna nel ventricolo e da qui alle branchie: a questo punto il ciclo ricomincia.
Nei vertebrati terrestri, mammiferi e uccelli, vi è una circolazione doppia (polmonare e sistemica), nella quale il sangue, nel corso di un ciclo completo, passa due volte per il cuore. Negli anfibi e nella maggior parte dei rettili il cuore ha due atri, ma un solo ventricolo così che i due tipi di sangue finiscono nell'unico ventricolo, qui si rimescolano parzialmente e riducono la quantità di ossigeno destinata ai tessuti; insieme all'aorta, alle arterie e vene polmonari esiste un'arteria pulmo-cutanea che porta il sangue alla pelle, dove il sangue circolante si ossigena.
- Cuore dei varani
- Anatomia: RVH= atrio destro; LVH= atrio sinistro; KK= circolazione sistemica; LK= circolazione polmonare; SAK= valvole del setto atrioventricolare; CP= cavità polmonare.
- Sistole: Frecce blu= sangue venoso, Frecce rosse= sangue arterioso
- Diastole: Frecce blu= sangue venoso, Frecce rosse= sangue arterioso

Solo nei coccodrilli i ventricoli sono separati, mentre l'aorta e l'arteria polmonare sono collegate dal forame di Panizza.
Per ricapitolare i diversi tipi di circolazione, potremmo così riassumere:
1. Nei pesci la circolazione è semplice, è unidirezionale e ha un solo ventricolo;
2. Negli anfibi e nei rettili è doppia e incompleta;
3. Nei mammiferi e uccelli è doppia e completa, vi sono due ventricoli completamente separati

### Anatomia umana
Negli esseri umani è posto al centro della cavità toracica, precisamente nel mediastino in posizione anteroinferiore fra le due regioni pleuropolmonari, dietro lo sterno e le cartilagini costali, che lo proteggono come uno scudo, davanti alla colonna vertebrale, da cui è separato dall'esofago e dall'aorta, e appoggiato sul diaframma, che lo separa dai visceri sottostanti..Il cuore ha la forma di un tronco di cono ad asse obliquo rispetto al piano sagittale: la sua base maggiore guarda in alto, indietro e a destra, mentre l'apice è rivolto in basso, in avanti e a sinistra; pesa nell'adulto all'incirca 250-300 g, misurando 12-13 cm in lunghezza, 9-10 cm in larghezza e circa 6 cm di spessore (si sottolinea che questi dati variano con età, sesso e costituzione fisica).

## Fisiologia
Il cuore si contrae e si rilascia secondo il ciclo cardiaco.
Il cuore è costituito dalle cellule del miocardio, tipicamente striate, che si occupano della contrazione e dalle cellule auto ritmiche non contrattili, da cui origina lo stimolo di contrazione. Le cellule auto ritmiche possiedono la capacità di auto depolarizzarsi, grazie all'apertura canali del sodio (detti fun), che spostano il potenziale di membrana verso valori più positivi, consentendo l'apertura dei canali del calcio. L'ingresso di calcio nella cellula è prolungato e porta il potenziale a stabilizzarsi su valori positivi per qualche millisecondo, generando un plateau. Il segnale termina grazie all'apertura dei canali del potassio, che riportano il potenziale di membrana a valori negativi e consentono ai canali funny di aprirsi nuovamente. La contrazione del miocardio inizia grazie all'ingresso del calcio nella cellula, che provoca la fuoriuscita di altro calcio dal reticolo sarcoplasmatico e quindi la contrazione.